# Швейцарський сир
Швейцарський сир — загальна назва декількох споріднених сортів сиру, переважно, вироблених у Північній Америці, подібних до жовтого сиру Емменталь, середньої твердості, що виник у районі навколо долини Емменталь в Швейцарії. Деякі види швейцарського сиру мають характерний зовнішній вигляд, оскільки він пронизаний отворами, відомими як «дірки». Швейцарський сир без дірок називають «сліпим». Термін також застосовується до сирів цього виду вироблених за межами Швейцарії, таких як Ярлсберг, який бере свій початок з Норвегії.

## Виробництво
У виробництві сиру Емменталь використовуються три типи бактерій:  Streptococcus salivarius subspecies thermophilus (також відома як Streptococcus thermophilus), Lactobacillus (Lactobacillus helveticus або болгарська паличка). На пізній стадії виробництва сиру пропіонібактерії споживають молочну кислоту, що виділяється іншими бактеріями, і вивільняють ацетат, пропіонову кислоту і вуглекислий газ. Вуглекислий газ повільно утворює бульбашки, завдяки яким з'являються «дірки». Ацетат і пропіонова кислота надають швейцарському сиру його горіховий і солодкий смак. Існує гіпотеза, запропонована швейцарськими дослідниками в 2015 році, відповідно до якої, тверді частинки також можуть відігравати певну роль в утворенні дірок, і що сучасні санітарно-гігієнічні умови усунули стороні домішки, такі як пил у молоці, що вплинуло на зменшення розмірів отворів у швейцарських сирах, або навіть призвело до появи «сліпих сирів». Історично, дірки вважалися ознакою недосконалості, а виробники сирів спочатку намагалися уникнути їх, стискаючи голівки сиру під час виробництва. На сьогодні, дірки стали характерною ознакою цього сиру.
Загалом, що більше отворів у швейцарському сирі, то вираженіший його смак, оскільки триваліший період ферментації дає бактеріям більше часу для утворення дірок. Це створює проблему, з огляду на те, що сир з великими отворами важко ріжеться і ламається у скиборізці. В результаті, регулятори галузі обмежили розмір дірок, з якими швейцарський сир може отримати відзнаку якості.
У 2014 році в США вироблено 134,9 мільйонів кілограмів швейцарського сиру.

## Різновиди
Baby Swiss і Lacy Swiss — це два сорти швейцарських сирів американського виробництва. Обидва мають невеликі дірки і м'який смак. Baby Swiss виготовляють з незбираного молока, а Lacy Swiss — з нежирного молока. Baby Swiss з'явився в середині 1960-х років в районі Шарму, штат Огайо, компанією Guggisberg Cheese Company, що належить Альфреду Гуггісбергу.
| Сир          | Вода | Білок | Жир  | Вуглеводи |
| ------------ | ---- | ----- | ---- | --------- |
| Швейцарський | 37.1 | 26.9  | 27.8 | 5.4       |
| Фета         | 55.2 | 14.2  | 21.3 | 4.1       |
| Чеддер       | 36.8 | 24.9  | 33.1 | 1.3       |
| Моцарелла    | 50   | 22.2  | 22.4 | 2.2       |
| Зернений     | 80   | 11.1  | 4.3  | 3.4       |

| Сир          | A  | B1 | B2 | B3 | B5 | B6 | B9 | B12 | Ch. | C | D  | E | K |
| ------------ | -- | -- | -- | -- | -- | -- | -- | --- | --- | - | -- | - | - |
| Швейцарський | 17 | 4  | 17 | 0  | 4  | 4  | 1  | 56  | 2.8 | 0 | 11 | 2 | 3 |
| Фета         | 8  | 10 | 50 | 5  | 10 | 21 | 8  | 28  | 2.2 | 0 | 0  | 1 | 2 |
| Чеддер       | 20 | 2  | 22 | 0  | 4  | 4  | 5  | 14  | 3   | 0 | 3  | 1 | 3 |
| Моцарелла    | 14 | 2  | 17 | 1  | 1  | 2  | 2  | 38  | 2.8 | 0 | 0  | 1 | 3 |
| Зернений     | 3  | 2  | 10 | 0  | 6  | 2  | 3  | 7   | 3.3 | 0 | 0  | 0 | 0 |

| Сир          | Ca | Fe | Mg | P  | K | Na | Zn | Cu | Mn | Se |
| ------------ | -- | -- | -- | -- | - | -- | -- | -- | -- | -- |
| Швейцарський | 79 | 10 | 1  | 57 | 2 | 8  | 29 | 2  | 0  | 26 |
| Фета         | 49 | 4  | 5  | 34 | 2 | 46 | 19 | 2  | 1  | 21 |
| Чеддер       | 72 | 4  | 7  | 51 | 3 | 26 | 21 | 2  | 1  | 20 |
| Моцарелла    | 51 | 2  | 5  | 35 | 2 | 26 | 19 | 1  | 1  | 24 |
| Зернений     | 8  | 0  | 2  | 16 | 3 | 15 | 3  | 1  | 0  | 14 |

Ch. = Холін;
Ca = Кальцій;
Fe = Залізо;
Mg = Магній;
P = Фосфор;
K = Калій;
Na = Натрій;
Zn = Цинк;
Cu = Мідь;
Mn = Марганець;
Se = Селен;
Примітка: Усі значення поживних речовин, включаючи білок, наведені у відсотках від денної норми на 100 грамів продукту харчування, за винятком макроелементів.
Джерело: Nutritiondata.self.com